# Christian Röder
Christian Röder (23 gennaio 1997) è un bobbista tedesco.

## Biografia
Ha praticato l'atletica leggera nelle discipline veloci sino al livello nazionale juniores, cimentandosi inoltre nel salto in alto e nel salto in lungo a livello regionale. 
Gareggia nel bob dal 2018 come frenatore per la squadra nazionale tedesca e debuttò in Coppa Europa nel gennaio di quello stesso anno. Si distinse nelle categorie giovanili conquistando una medaglia d'oro ai mondiali juniores, vinta nel bob a due a Sankt Moritz 2021, più una d'argento colta nella categoria under 23 a Winterberg 2020 nella specialità a quattro. Vinse inoltre l'oro under 23 agli europei juniores di Innsbruck 2020 nel bob a quattro.
Esordì in Coppa del Mondo al termine dell'annata 2019/20, il 15 febbraio 2020 a Sigulda, dove chiuse la gara di bob a due al dodicesimo posto.

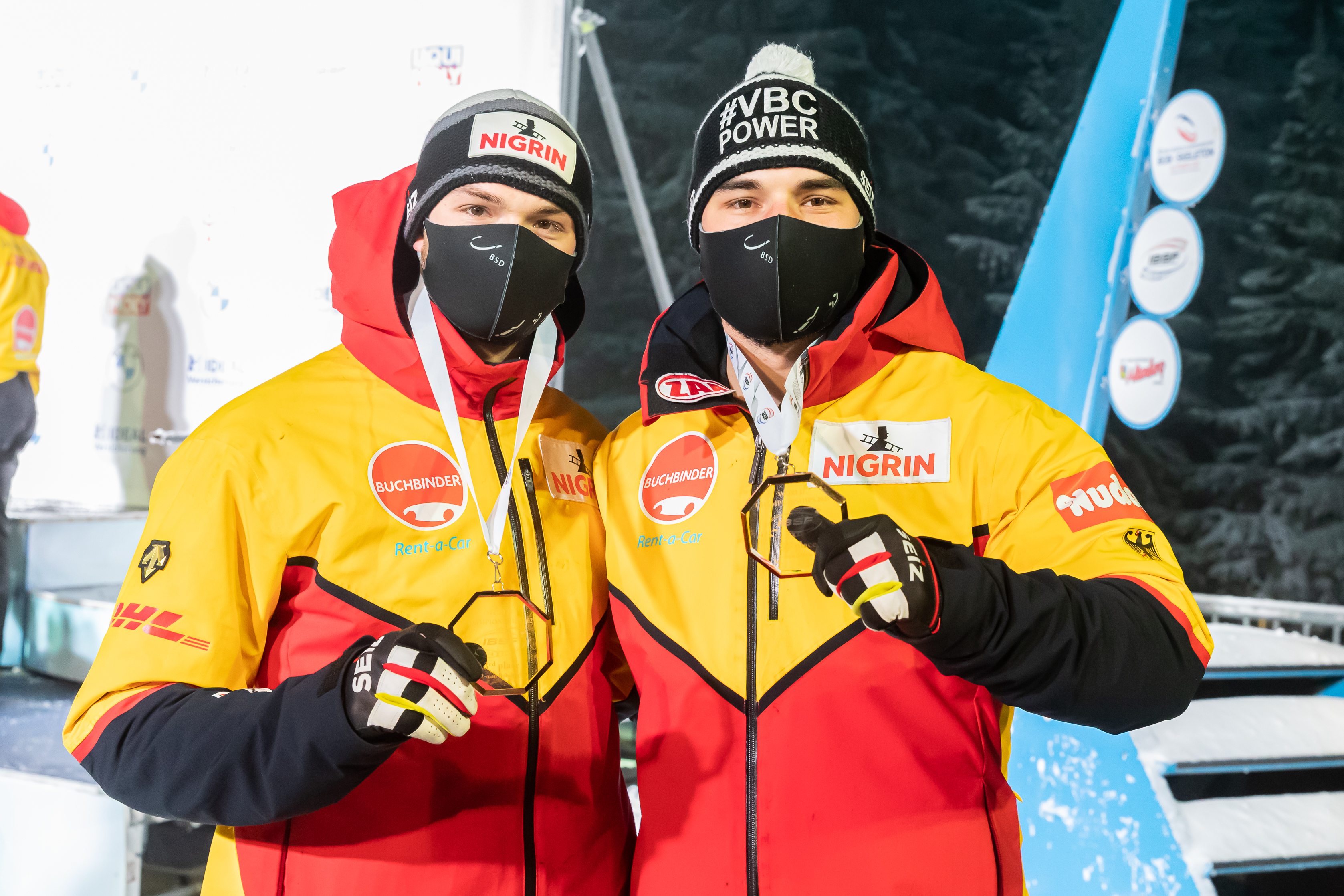
Röder (a sinistra) e Hans Peter Hannighofer con al collo la medaglia di bronzo mondiale vinta nel bob a due ad Altenberg 2021

Prese parte ai campionati mondiali di Altenberg 2021, dove vinse al debutto la medaglia di bronzo nel bob a due in coppia con Hans Peter Hannighofer.

## Palmarès

### Mondiali
- 1 medaglia:
  - 1 bronzo (bob a due ad Altenberg 2021).

### Mondiali juniores
- 1 medaglia:
  - 1 oro (bob a due a Sankt Moritz 2021).

### Mondiali juniores under 23
- 1 medaglia:
  - 1 argento (bob a quattro a Winterberg 2020).

### Europei juniores under 23
- 1 medaglia:
  - 1 oro (bob a quattro a Innsbruck 2020).

### Coppa Europa
- 7 podi (2 nel bob a due, 5 nel bob a quattro):
  - 4 vittorie (2 nel bob a due, 2 nel bob a quattro);
  - 1 secondo posto (nel bob a quattro);
  - 2 terzi posti (nel bob a quattro).